# Evangelický kostel (Košice)
Evangelický kostel v Košicích je neoklasický evangelický kostel. Nachází se na Mlýnské ulici v Košicích. Je jedním z nejkrásnějších klasicistních evangelických kostelů na Slovensku.

## Historie
Byl postaven v roce 1816 na základě projektu Györgye Kitzlinga, dvorního architekta z Vídně, pro německé a slovenské protestanty města. Během stavby kostela se k ním připojili maďarští protestanti, kteří koupili kostelní zvony.

## Budova
Evangelický kostel v Košicích je oválně centrovaná stavba. Po stranách jsou umístěny typické chóry. Zajímavé jsou kupole s kazetovaním a rezetka s prosvětlením laternou a hlavní oltář se sloupovou architekturou. Do interiéru byl přenesen i dřevěný kříž z roku 1735, který pochází z hřbitova při zaniklých dřevěných kostelech. Varhany umístěné v kostele jsou asi 300 let staré. Ke Kostelu se připojuje Farní úřad a Sborový dům, které byly původně evangelickou školou. Nad vchodem je nápis latinsky SOLI DEO GLORIA (Jedině Bohu sláva).

## Oltář
Na hlavním sloupovém oltáři je umístěn oltářní obraz který je dílem Josefa Czauczika a Jana Mullera.

## Galerie

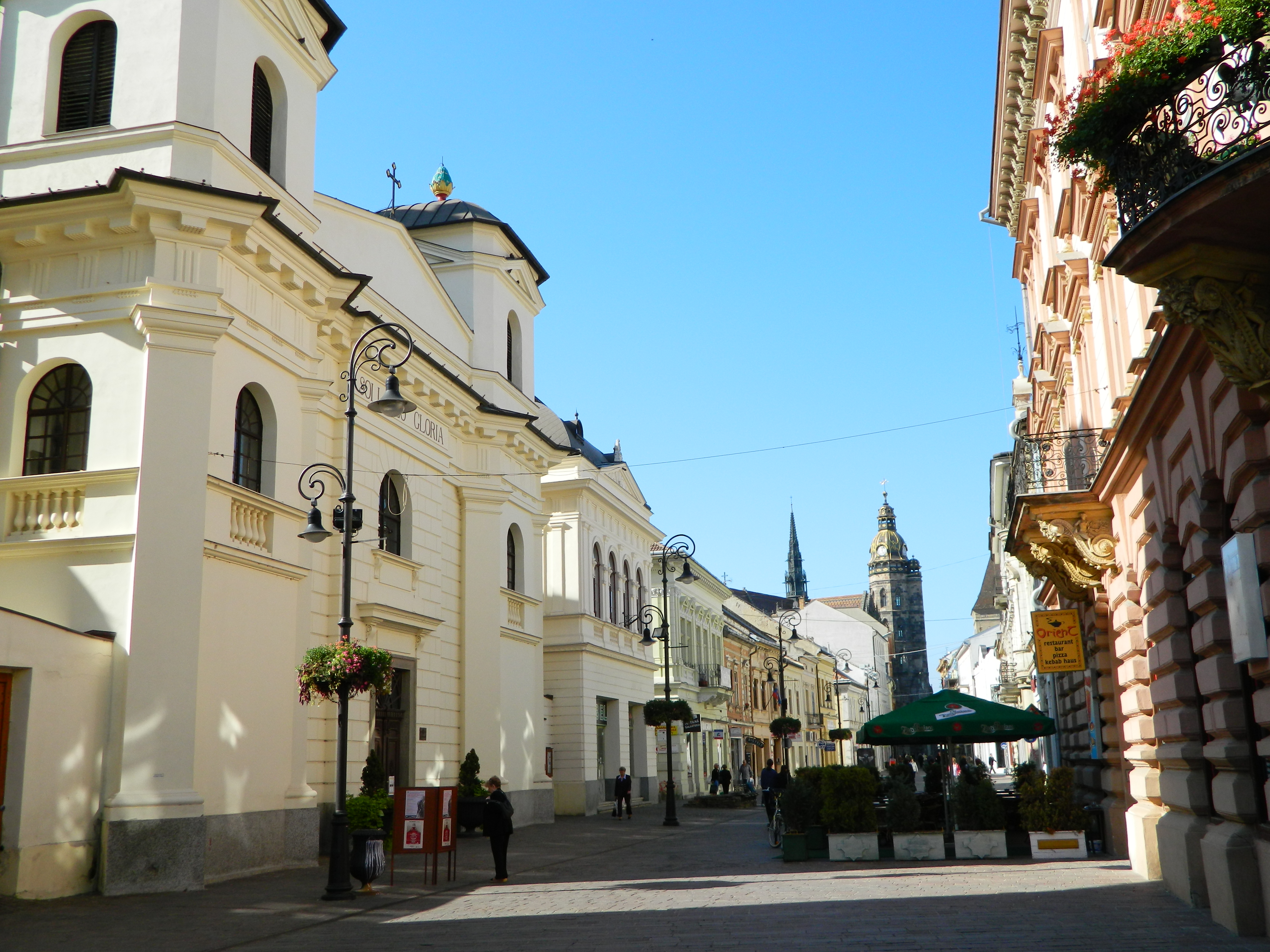
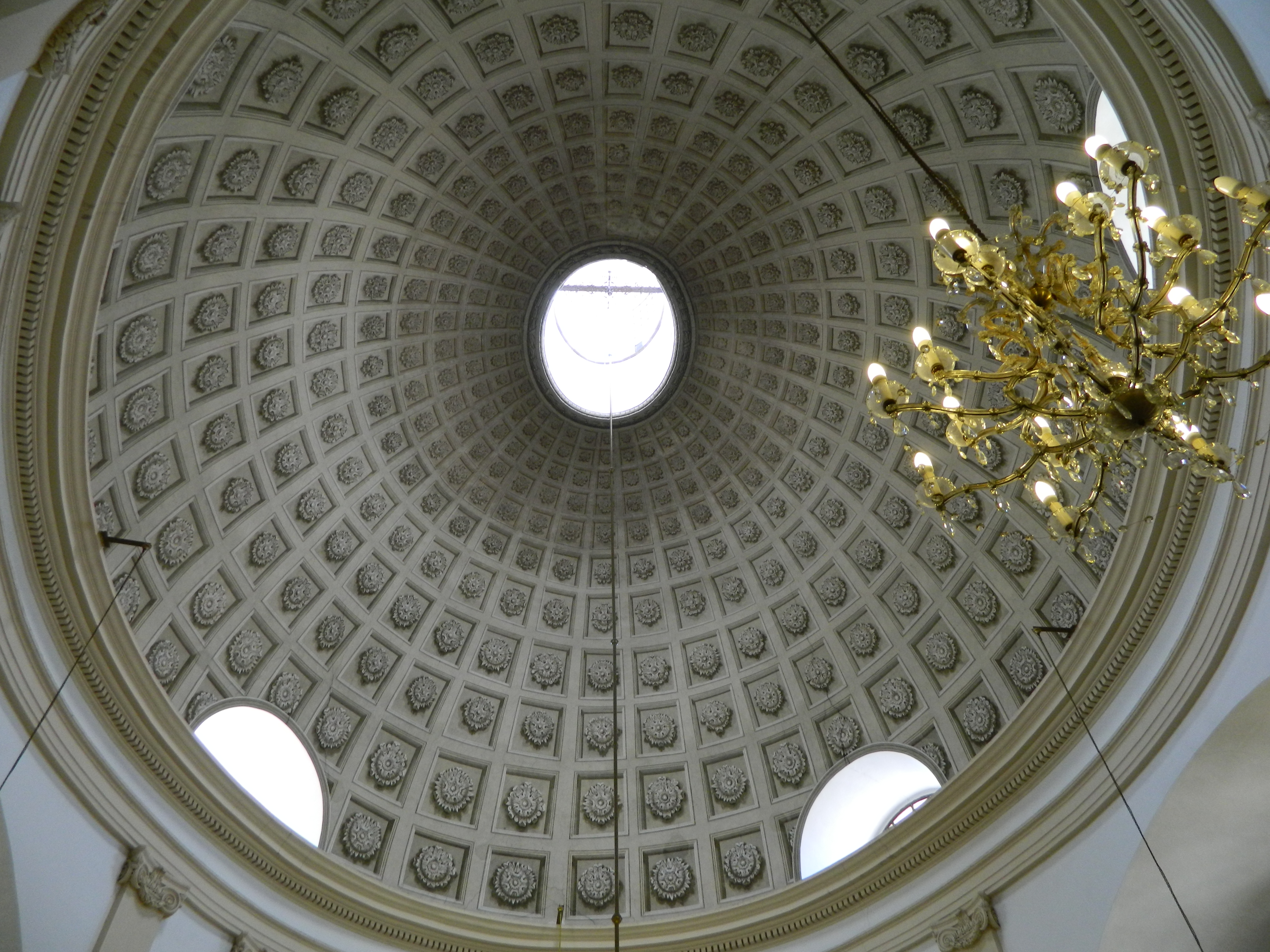
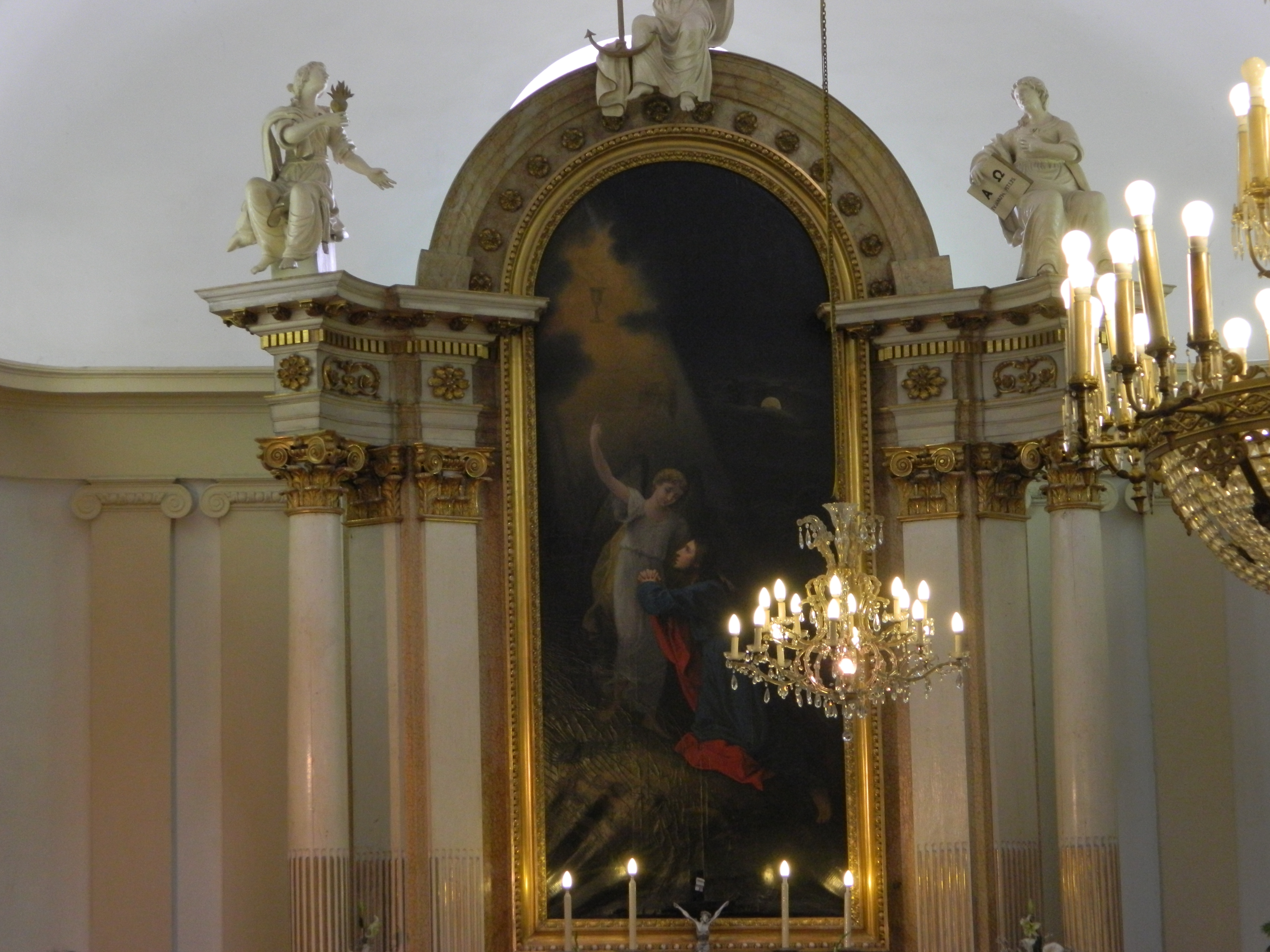